# Pałac Szlenkierów w Warszawie
Pałac Szlenkierów, pałac Schlenkera mieści się przy placu Jana Henryka Dąbrowskiego 6 w Warszawie. Zajmowany jest obecnie przez Ambasadę Republiki Włoskiej. Wpisany do rejestru zabytków jako pałac Schlenkera, data budowy 1890, nr rej.: 657 z 1.07.1965.

## Historia

### Ogłoszenie konkursu na projekt
Karol Jan Szlenkier zapragnął wybudować dla siebie i rodziny wygodną siedzibę położoną w centrum miasta około roku 1880. Wybór miejsca padł na plac Zielony (dawny rynek jurydyki Bielino), gdzie Szlenkier miał od pewnego czasu posesję oznaczoną numerem hipotecznym 5294. Dzielnica była bardzo zadbana, zamieszkiwali ją ludzie zamożni.
Karol Szlenkier nie zwrócił się z zamówieniem na projekt do określonego architekta, ale postanowił ogłosić konkurs.
Konkurs ogłoszono 1 września 1880 roku. Ogłaszający konkurs życzył sobie, aby zaprojektować dom mieszkalny frontowy z dwiema oficynami bocznymi i jedną tylną.
Na parterze domu frontowego i oficyn bocznych miały być dwa mniej więcej równej wielkości mieszkania, w oficynie tylnej stajnia na cztery konie z mieszkaniem dla żonatego stangreta, wozownia na cztery powozy i pokoje dla służby.
Całe pierwsze piętro w domu frontowym, w oficynach bocznych, a w razie potrzeby i w oficynie tylnej właściciel przeznaczył dla siebie. Mieszkanie właściciela, zgodnie z założeniami projektu, powinno obejmować:
1. schody główne, architektonicznie traktowane, szerokie i wygodne, z okazałym wejściem z bramy i podestem na piętrze. Schody te miały służyć i do lokali drugiego piętra;
2. obszerny przedpokój;
3. dwa mniejsze saloniki (pokoje do przyjmowania gości, jeden dla pana, drugi dla pani);
4. salon o szerokości 11–12 łokci i długości 16–17 łokci;
5. buduar dla spoczynku przy salonie;
6. gabinet pana – szeroki na 11–12 łokci i długi na 15–16 łokci, połączony z salonikiem (nr 3);
7. pokój do palenia dla mężczyzn;
8. pokój do nauki dla dzieci;
9. sypialny pokój pana;
10. sypialny pokój pani;
11. dwa pokoje dla dzieci;
12. pokój dla nauczycielek;
13. umywalnię, wannę;
14. pokój stołowy (szeroki na 11 łokci i długi na 20 łokci);
15. pokój kredensowy;
16. obszerny pokój dla służby żeńskiej, zarazem pokój do prasowania;
17. kuchnię ze spiżarnią;
18. pomieszczenie dla dwóch lokajów;
19. dwie toalety, blisko gabinetu pana i pokojów sypialnych;
20. małą oranżeryjkę od strony południowej lub zachodniej.

Wysokość pokojów na pierwszym piętrze przewidziano na 8 łokci. Wnętrza miały być ogrzewane piecami wraz z właściwą wentylacją.
Na drugim piętrze miały się znajdować dwa mieszkania mniej więcej równej wielkości. Wysokość parteru i drugiego piętra pozostawiono do uznania projektujących. Piwnice miały być tylko pod domem frontowym i oficynami bocznymi. Przewidywany materiał budowlany to cegła palona, drewno, żelazo, w małej części kamień, dach natomiast miał być pokryty blachą cynkową.
Wyniki konkursu zostały ogłoszone w pismach publicznych 1 stycznia 1881 r. Pierwszą nagrodę uzyskał projekt architektów: Józefa Piusa Dziekońskiego, Władysława Marconiego i Zygmunta Twardowskiego, drugą – projekt Adama Oczkowskiego, a trzecią – Witolda Lanciego.

### Wybór projektu
Mimo że Karol Jan Szlenkier usunął się od osądu prac konkursowych, to on miał wybrać ostatecznie projekt, który będzie realizowany. Zdecydował się na projekt Witolda Lanciego.

### Projekt Witolda Lanciego
Budynek zaprojektowany przez Witolda Lanciego odznaczał się znaczną szerokością, obejmował zasadniczo trzy trakty pomieszczeń. Z długiej sieni przejazdowej, na parterze nakrytym sklepieniem kolebkowym, wchodziło się do dwóch mieszkań i do reprezentacyjnej klatki schodowej, którą architekt przewidział po lewej stronie. Mieszkanie po prawej stronie miało się składać z czterech olbrzymich pokoi (salonu i sypialni od frontu oraz jadalni i gabinetu pana od podwórza), przedpokoju, kuchni, spiżarni, ciemnawego „pokoju dla sługi”, łazienki i „wygódki”. Mieszkanie położone po przeciwnej stronie sieni miało być znacznie mniejsze: od frontu salon i sypialnia, a od podwórza jadalnia położona w lewej oficynie. W pozostałych partiach oficyn bocznych umieścił śmietnik (w lewej) i mieszkanie dla stangreta (w prawej) składające się z kuchni i dużego pokoju. W oficynie poprzecznej znalazła pomieszczenie stajnia, wozownia, „wygódka” dla służby i pisuar.
Pierwsze piętro miało mieć charakter reprezentacyjny. Z klatki schodowej wiodło wejście do obszernego przedpokoju leżącego w centrum budynku frontowego. Trakt od strony placu Zielonego miały zajmować od lewej: gabinet pana, salonik pana, salonik bez określonego przeznaczenia, wielki salon ciągnący się w głąb i mogący służyć w razie potrzeby jako sala balowa, wreszcie buduar. Wielki salon łączył się z okazałą jadalnią, za którą mieścił się pokój kredensowy i ogromna kuchnia. Przy jadalni położony był pokoik dla lokaja, z drugiej zaś strony „kwietnik”.
W lewej części pałacu, za garderobą znajdowała się przy końcu korytarza „wygódka” sąsiadująca z gabinetem pana i pani, przedzielone pokojem toaletowym. W oficynie poprzecznej miały się mieścić łazienka, „wygódka”, dwa pokoje dziecinne i schodki prowadzące na antresolę.
Opisany wyżej projekt rozplanowania pałacu został jednak zmieniony. Reprezentacyjną klatkę schodową przeniesiono na prawą stronę sieni przejazdowej. W trakcie frontowym znalazł się teraz buduar o dwóch oknach, olbrzymi pięciookienny salon i dwuokienna obszerna jadalnia ciągnąca się w głąb skrzydła frontowego. Na pierwszym piętrze mieścił się przedpokój, a od podwórza „kwietnik” i pokój pana Karola Szlenkiera, sąsiadujący z jego sypialnią i łazienką, znajdującymi się już w oficynie bocznej.Rozplanowanie i kształt oficyn uległy także zmianom. Oficynę poprzeczną wzniesiono tylko do wysokości drugiego piętra, ale za to nakryto wysokim łamanym dachem z facjatkami, poza tym ścięto naroża dziedzińca u styku oficyn lewej i prawej z poprzeczną i umieszczono tam klatki schodowe nakryte fantazyjnymi daszkami o wypukłych połaciach. Wreszcie w lewej oficynie na wysokości pierwszego piętra dodano okazały żeliwny balkon z daszkiem przy sypialni pana domu.
Bez zmian w stosunku do pierwszej wersji projektu pozostała tylko fasada pałacu. Architekt opracował ją niezwykle starannie, inspirując się fasadą Palazzo Davia Bargellini z Bolonii. Kondygnację parteru pokrył mocnym boniowaniem i uczynił z niej jakby cokół dla całej budowli. Masywne obramienia okien parteru i bramy zaprojektował wzorując się na dziełach znanego włoskiego architekta z XVI wieku – Sebastiana Serlio. Bramę wjazdową ujął dwoma atlantami podtrzymującymi balkon pierwszego piętra. Powierzchnię fasady na wysokości pierwszego i drugiego piętra pokrył niezwykle delikatnym boniowaniem, kontrastującym z boniowaniem parteru. Okna pierwszego piętra zostały ujęte półkolumienkami jońskimi, podtrzymującymi trójkątne frontony nadokienne, a drzwi balkonowe zaakcentował pilastrami i frontonem zamkniętym łukiem odcinkowym. We frontonie tym umieszczony był kartusz z monogramem fundatora (KS), a na samym frontonie spoczywały półleżąc dwie postacie, symbolizujące przemysł i handel. Dzięki plastyczności obramień otworów pierwszego piętra fasada pałacu nie była płaska i monotonna.
Obramienia okien drugiego piętra były znacznie skromniejsze. Lanci urozmaicił je uszkami na narożach i płaskorzeźbami maszkaronami na kluczu. Fasadę wieńczył wydatny gzyms koronujący, wsparty na parach konsol; na gzymsie ustawiono jeszcze balustradową attykę z kamiennymi wazonami, przesłaniającą częściowo dach.
Udało mu się stworzyć dzieło pełne umiaru, doskonale opracowane w każdym szczególe, korzystnie wyróżniające się na tle produkcji architektów warszawskich lat osiemdziesiątych XIX stulecia.

### Budowa pałacu
Budowę pałacu Szlenkierów w Warszawie rozpoczęto w 1881 roku. Według tradycji rodzinnej roboty miał prowadzić wielki przedsiębiorca budowlany Kazimierz Granzow, notabene krewny Karola Jana Szlenkiera. Pałac był gotowy pod koniec 1883 roku. Ozdobny kartusz z tym właśnie rokiem widnieje do dziś na elewacji podwórzowej skrzydła frontowego.

### Sprzedaż pałacu
Po śmierci Karola Jana Szlenkiera w 1900 r. pałac pozostał w rękach wdowy i dzieci. O ich interesy dbała rada familijna, na której czele stanął z czasem Karol Stanisław Szlenkier – najmłodszy syn Karola Jana. Po wybuchu I wojny światowej przeniósł się na Ukrainę, skąd powrócił do Warszawy po kilku latach. Okazało się, że w wyniku działań wojennych i zmian granic ich majątek nie był już tak ogromny. Z tego powodu na hipotekę pałacu zaciągnięto poważną pożyczkę.
Pałac stawał się dla rodziny ciężarem, więc postanowiono go sprzedać. Zainteresowała się nim misja włoska. Historia włosko-polskich stosunków dyplomatycznych, stanowiących tło dla dziejów budynku Ambasady Włoch w Warszawie sięga 1919 r. Zaczęły się od Wenecjan – twórców nowoczesnej dyplomacji. Poselstwa wysyłane do Polski były jednak nadzwyczajne, co oznacza, że nie miały charakteru stałego. Ostatecznie w 1922 r. Pałac Szlenkierów stał się siedzibą włoskiej misji dyplomatycznej.

### Dzieje pałacu w czasie II wojny światowej
Do dziś nie są znane dokładnie jego losy w tragicznych latach II wojny światowej. Podczas wojny włoscy dyplomaci postanowili przenieść się do Nałęczowa, lecz był on obiektem bombardowań i ostrzałów samolotowych. Udali się zatem w stronę Kut. W Warszawie pozostał być może jedyny attaché, Alfredo Stendaro, urzędnik odpowiedzialny za prasę. Pałac prawdopodobnie został opróżniony w 1939 r. w czasie wybuchu wojny i powierzony dozorcom, którzy byli Polakami (Paryż i Adamski). Wiadomo, że pałac poważnie ucierpiał dwukrotnie: od bombardowań niemieckich we wrześniu 1939 r., a później w sierpniu 1944 r. podczas powstania warszawskiego. Poważnie ucierpiała jego elewacja. Nie został doszczętnie zniszczony przez Niemców przez osobliwy wzgląd na dawnego sojusznika. Najbardziej ucierpiało skrzydło frontowe trafione kilkoma pociskami. Zniszczeniu uległa neorenesansowa dekoracja fasady oraz wnętrza od placu J. H. Dąbrowskiego; skrzydła boczne i oficyna poprzeczna zachowały się natomiast zupełnie dobrze. Dach był prawie całkowicie zerwany.
Jeszcze podczas okupacji podjęto prace remontowe mające zapobiec zawaleniu się budynku. Wykonano je jednak niestarannie.

### Powojenna odbudowa
12 sierpnia 1945 roku Eugenio Reale objął funkcję pierwszego ambasadora Włoch w powojennej Polsce. Sporządził on wtedy raport dotyczący zniszczeń siedziby Ambasady (pałacu Szlenkierów). Oto co pisał: „Siedziba uległa częściowemu zniszczeniu i została doszczętnie splądrowana”.
Po wojnie z inicjatywy Realego zostały rozpoczęte prace remontowe siedziby Ambasady. Zażądał on wsparcia ze strony polskiego Ministerstwa Spraw Zagranicznych. Ministerstwo Odbudowy wyznaczyło rzeczoznawcę w osobie inżyniera – architekta Jerzego Beilla. Sporządził on raport, w którym proponował rozłożyć prace remontowe na trzy etapy:
- odzyskanie sześciu (potem liczba wzrosła do ośmiu) pomieszczeń na kondygnacji wysokiego parteru, które miałyby pomieścić biuro;
- pokrycie tej części dachu, która zawaliła się podczas bombardowań;
- gruntowna odbudowa pozostałej części pałacu.

W grudniu 1945 roku w pałacu mieszkały bezprawnie 24 rodziny. Zarząd miejski postanowił eksmitować tych „gości”. W maju 1946 roku w pałacu przebywało jeszcze jedenaście rodzin.
Trzeciego kwietnia 1946 roku biuro wprowadziło się do pierwszych ośmiu odzyskanych pomieszczeń na kondygnacji wysokiego parteru z prawej strony budynku.
Ambasada zamieściła wtedy notatkę w miejscowej prasie: „Ambasada Włoska zawiadamia, iż biura jej zostały przeniesione na Plac Dąbrowskiego nr 6 (tel. 877-18)”.
We wrześniu rozpoczęła się dalsza odbudowa pałacu, a mianowicie starano się odzyskać trzy małe pokoje na półpiętrze, które miałyby powiększyć powierzchnię biura.
Pierwszą część odbudowy zakończono w 1948 roku. Następny etap odbył się w latach 1958–1959. Jednak nie udało się jeszcze odbudować wszystkiego.

### Dekret z 26 października 1945 r.
Komunistyczny rząd Polski wydał dekret (26 października 1945) na mocy którego wszystkie grunty położone w obrębie gminy Warszawa przechodziły na własność państwa. Rozporządzenie to dotyczyło także placu, na którym postawiono Pałac Szlenkierów, nabyty na podstawie prywatnego aktu kupna, nie na mocy dwustronnej umowy międzynarodowej.
Ambasada Włoch zwolniona była z podejmowania jakichkolwiek kroków mających na celu nabycie praw własności do budynku przy Placu Dąbrowskiego, ponieważ prawo to nie było podważane przez ówczesne władze miejskie.

### Pałac pod opieką konserwatora zabytków
Na mocy dekretu z 1 lipca 1965 roku wydanego przez
Prezydium Rady Narodowej w Warszawie Pałac Szlenkierów znalazł się pod opieką konserwatora zabytków.

## Różnice wynikłe w czasie odbudowy
Dzisiejszy Pałac Szlenkierów różni się dość znacznie od tego, który przetrwał do 1944 roku. Zmiany zaszły zarówno w wyglądzie fasady, jak i wnętrz.

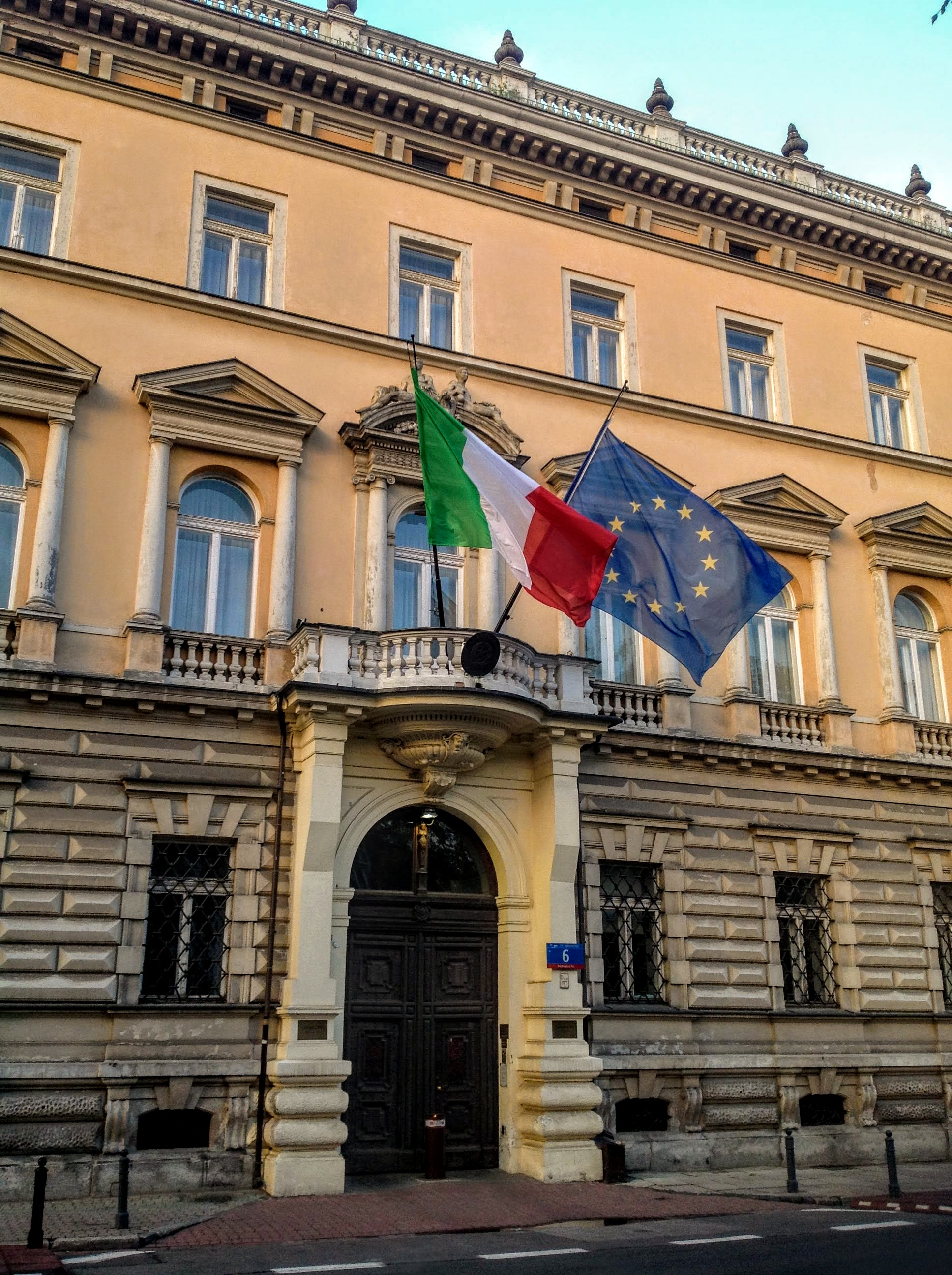
Ściana frontowa pałacu

### Fasada frontowa
Fasadzie frontowej tylko częściowo przywrócono stan pierwotny. Zrekonstruowano np. potężne boniowanie kondygnacji parterowej, ale nie odtworzono kamiennych atlantów podtrzymujących balkon pierwszego piętra. Zrezygnowano również z boniowania skrajnych partii fasady.
Starannie odtworzono obramienie środkowego otworu pierwszego piętra łącznie z kartuszem i figurami spoczywającymi na frontonie zamkniętym odcinkiem koła, ale w obramieniach pozostałych otworów tej samej kondygnacji zmieniono kapitele kolumienek z jońskich na toskańskie.
Okna drugiego piętra pozbawiono obramień, a belkowanie wieńczące całą fasadę, niegdyś tak ozdobne, znacznie uproszczono, zmniejszając konsole we fryzie, okienka owalne zamieniono na prostokątne i zlikwidowano zupełnie dekorację sztukatorską.

### Elewacja od podwórza
Elewacje od podwórza, z charakterystycznym neorenesansowym detalem architektonicznym, zachowały się znacznie lepiej. Koło okien klatki schodowej zachował się ozdobny kartusz z datą 1883, przetrwały również malownicze łamane dachy, kryte łupkiem, nad oficyną poprzeczną i klatkami schodowymi.
Przy bramie do garażu, pod niszą z fragmentem posągu ustawiono późno rzymski sarkofag, który stanowi ujęcie wody, spływającej z paszczy maszkaronu.

## Wnętrza
Dawny przedwojenny wygląd zachowała okazała sień przejazdowa. Nie zmieniła się również reprezentacyjna klatka schodowa, która utraciła tylko malowidło Wojciecha Gersona.
W przedpokoju na pierwszym piętrze zachował się neorenesansowy kominek z czerwonego marmuru.
Jadalnia i wielki salon otrzymały po wojnie nową dekorację sztukatorską wykonaną przez rzemieślników sprowadzonych z Włoch. Dekoracja jadalni utrzymana jest w duchu klasycystycznym, podobnie jak i umeblowanie złożone ze sprzętów wprawdzie dziewiętnastowiecznych, ale zbliżonych do typu osiemnastowiecznych mebli francuskich i angielskich. Interesująco wyglądają witryny wpuszczone w ścianę wśród których pośrodku jest bardzo duża wnęka wyłożona lustrami. W witrynach, na stole i na konsolach porozstawiane są dekoracyjne stare srebra.
Dekoracja sztukatorska wielkiego salonu utrzymana jest w duchu późnego baroku. Z mebli zasługuje na szczególną uwagę garnitur w stylu empire oraz dwie ciemne szafki bogato zdobione brązami, pochodzące z XIX stulecia i naśladujące styl Ludwika XVI. Nad szafkami zawieszono dwa wielkie obrazy znanego niemieckiego malarza rodzajowego, Philippa Petera Roosa, zwanego Rosa da Tivoli, przedstawiające sceny pasterskie.
Mały salon (dawny buduar) nie otrzymał dekoracji sztukatorskiej, stąd też dzisiaj odznacza się większą prostotą niż przed wojną. To samo można powiedzieć o poczekalni (dawnym gabinecie Karola Jana Szlenkiera) i o sekretariacie szefa misji, także pozbawionych dekoracji architektonicznych.
Gabinet ambasadora, mieszczący się w lewej oficynie, zachował sztukaterie i dawną dekorację malarską na suficie pędzla Gersona.